# Šoštanjski prelom
Šoštanjski prelom je geološki prelom v Sloveniji. Povezuje periadriatsko prelomno cono z Lavantalskim prelomom in poteka v smeri SZ–JV. Premiki vzdolž preloma so pliocensko-kvartarni desni zdrsi ali desni transtenzijski zmiki. Vpadna ploskev meri 75° proti S–SZ. Prelom je s Savskim, Labotskim in Peradriatskim (lokalno Smrekoviškim) prelomom sestavni del širšega Peradriatskega prelomnega sistema (PPS). Prelom je poimenovan po Šoštanju.
Nekateri geologi Šoštanjski prelom obravnavajo kot mejo med Savinjskimi Alpami in Karavankami. Šoštanjski prelom tako skupaj s Smrekoviškim prelomom definira Velenjsko kotlino, pri čemer je Šoštanjski prelom s pogrezanjem močno oviral siceršnjo lokalno orogenezo Smrekoviškega preloma. Zahodno od Belavskega vrha se mu pridruži lokalni Vitanjski prelom (smer Belavski vrh–Kozjak–Vitanje).
Šoštanjski prelom je del Velike geodinamične mreže premogovnika Velenje, predvsem zaradi njegove možne seizmičnosti.